# Mennica w Brześciu
Mennica w Brześciu – mennica litewska uruchomiona w latach 1665–1666 w Brześciu, za panowania Jana II Kazimierza, w celu bicia miedzianych szelągów zwanych boratynkami, sygnowanych inicjałami TLB (od Tytus Liwiusz Borattini). W poszczególnych latach wybito szelągów na kwotę:
- 1665 r. – 239 966 złotych polskich 20 groszy,
- 1666 r. – 2 674 135 złotych polskich.